# Tyrell Nelson
Tyrell Jamal Nelson (18 juni 1995) is een Amerikaans basketballer.

## Carrière
Nelson speelde collegebasketbal van 2013 tot 2017 voor de Gardner-Webb Runnin' Bulldogs. In 2017 tekende hij zijn eerste profcontract in de Georgische competitie bij BC Rustavi. Het seizoen erop tekende hij bij KTP-Basket in de Finse competitie waar hij een seizoen speelde. Voor het seizoen 2019/20 tekende hij een contract bij de tweedeklasser AS Ramat HaSharon in Israël. Na een seizoen bij BK Chimik Joezjne in Oekraïne tekende hij voor het seizoen 2021/22 bij Limburg United in de Belgische competitie. Hij won met de Belgische ploeg de beker en werd daarin uitgeroepen tot MVP.
Voor het seizoen 2022/23 tekende hij bij het Kroatische KK Split en speelde er een seizoen. Hij tekende in de zomer van 2023 voor het Russische BK Oeralmasj Jekaterinenburg en verlengde zijn contract voor het seizoen 2024/25. Hij won de Russische beker in 2025.

## Erelijst
- Oekraïense basketbalbeker: 2021
- Belgisch bekerwinnaar: 2022
- Belgische basketbalbeker MVP: 2022
- Russisch bekerwinnaar: 2025